# Verner Scarlett
 (mai 2025).
Pour les articles homonymes, voir Scarlett.

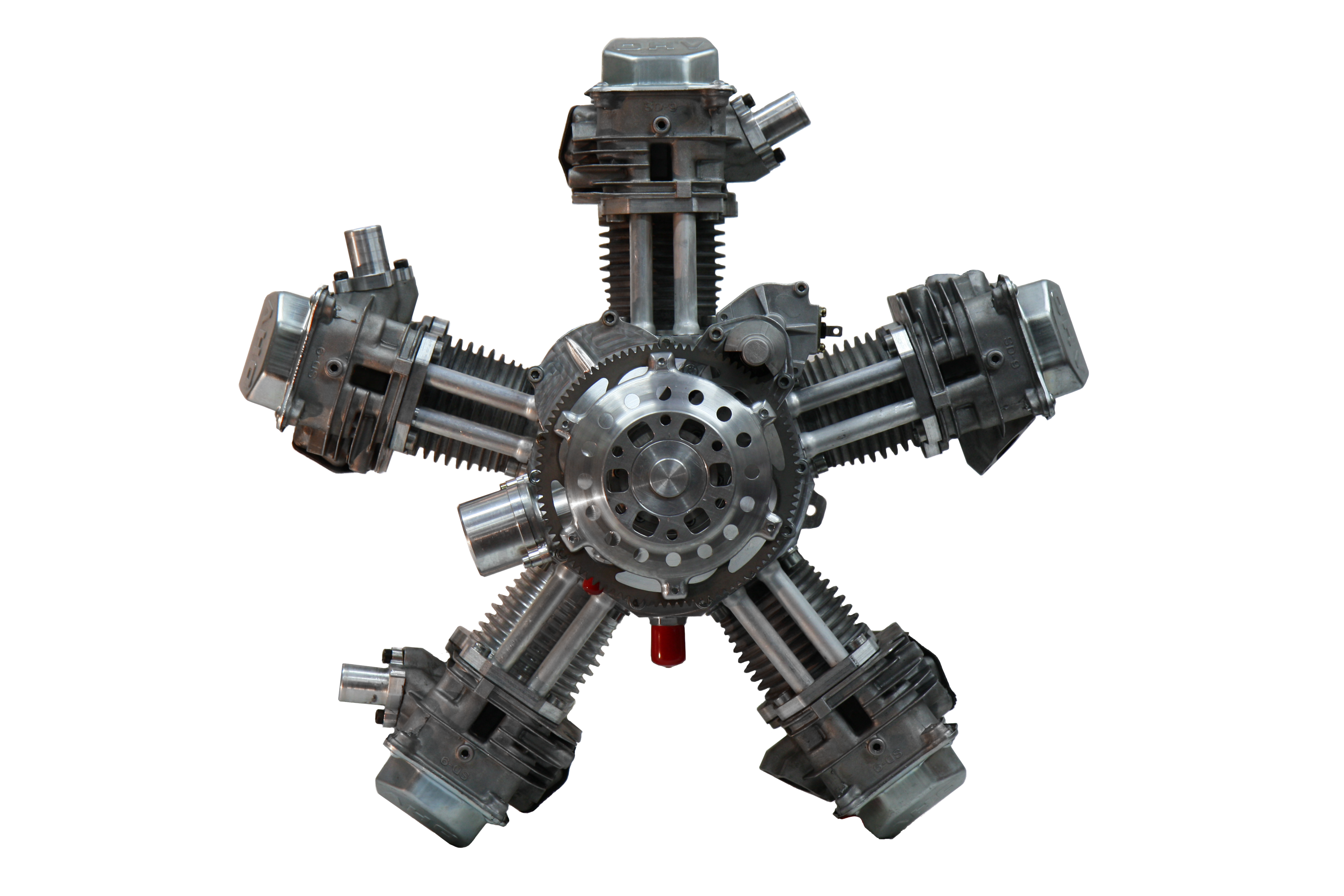
La version cinq cylindres.

Les Verner Scarlett sont une gamme de moteur radiaux à carburateur et refroidissement par air, développés et produits en république tchèque par la société Verner. Ils sont destinés au marché de l'aviation néo-rétro. 

## Origine
Bien que similaires, dans leur conception générale, aux moteurs radiaux de l'entre-deux-guerre, les Scarlett sont en réalité des moteurs entièrement nouveaux, développés dans les années 2000 et 2010, pour les marchés de l'autoconstruction, de l'ULM et des répliques d'avions anciens. La société Verner a été fondée par un ancien employé du groupe Mercedes. Étant de conception moderne, ces moteurs sont plus simples de maintenance que d’authentiques moteurs anciens. À titre d'exemple, ils utilisent des bougies de type denso, facilement disponibles car produites en masse pour l'automobile.

## Caractéristiques
Données constructeurs. Ces moteurs utilisent de l'essence automobile sans plomb, indice d'octane 95.
| Désignation | Cylindres | Course x Alésage (mm) | Cylindrée (L) | Puissance max (CV) |
| ----------- | --------- | --------------------- | ------------- | ------------------ |
| 3VL         | 3         | 82x92                 | 1,63          | 42                 |
| 5VL         | 5         | 82x92                 | 2,72          | 60                 |
| 5S          | 5         | 102x92                | 3,39          | 83                 |
| 7U          | 7         | 102x92                | 4,74          | 123                |
| 9S          | 9         | 102x92                | 6,09          | 158                |

## Appplications
Les moteurs Verner sont surtout utilisés pour des répliques d'avions anciens. Ainsi, le Junkers A50 Héritage, réplique du Junkers A 50, utilise le Verner 7U. 